# Rhamnus procumbens
Rhamnus procumbens är en brakvedsväxtart som beskrevs av Michael Pakenham Edgeworth. Rhamnus procumbens ingår i släktet getaplar, och familjen brakvedsväxter. Inga underarter finns listade i Catalogue of Life.